# Davide Tizzano
Davide Tizzano (* 21. Mai 1968 in Neapel, Italien) ist ein ehemaliger italienischer Ruderer.
Tizzano nahm erstmals an den Olympischen Spielen 1988 in Seoul teil, wo er zusammen mit Agostino Abbagnale, Gianluca Farina und Piero Poli im Doppelvierer die Goldmedaille holte. Acht Jahre später nahm er an den Olympischen Spielen 1996 in Atlanta teil und gewann im Doppelzweier wieder zusammen mit Abbagnale seine zweite Goldmedaille.
1989 gewann Tizzano zusammen mit Gianluca Farina, Filippo Soffici und Calabrese bei der Weltmeisterschaft Silber im Doppelvierer.